# Kadiški zaliv
Kadiški zaliv (španski i portugalski Golfo de Cádiz) je široki zaliv Atlanskog okeana na jugozapadu Iberijskog poluostrva, koji se proteže u dužini od nekih 320 km od Rta Sao Vicente u Portugalu do Gibre.
Obala se u krajnjem delu  zaliva u Portugalu, južno od regije Algarve, sastoji od masivnih rtova i visokih litica mestimično isprekidana uvalama sa plažama, malim rečnim ušćima i brojnim naseljima. Dalje prema jugu duž španske obale, najzastupljenije su velike močvarne lagune, poneke se pružaju u kopno u dužinu do 50 km iza obalnih dina.
Taj pojas isprekidan je plimnim estuarijima rekama  Gvardijane Tinta, Odiela, Guadalkivira i Guadalete. Uz to tu se nalaze i brojne solane i sezonska naselja. U samom centru je grad Kardiz, na ulazu u manju uvalu (Bahía de Cádiz).
Dalje prema jugu, od rta Trafalgar do Gibraltara, obala je uglavnom stenovita, ali je i ona isprekidana zonama peščanih plaža.